# M51-Супершерман
«Шерман M-51» (ивр. שרמן M50/M51‎, также известен под наименованием M51HV «Super Sherman» или «Isherman») — израильская модификация американского среднего танка M4 «Шерман».

## История
Танк М-51 был разработан в 1962 году. Отличается установкой нового, более мощного орудия (укороченной модификации 105-мм французского танкового орудия CN-105-F1); дизельного двигателя Cummins VT8-460; горизонтальной подвески HVSS; автоматической трансмиссии; 23-дюймовых гусениц; наличием увеличенной кормовой ниши, приваренной к корме башни.
К лету 1964 года модернизацию до уровня M-51 прошли 90 «шерманов», а к началу Шестидневной войны в июне 1967 года Армия обороны Израиля располагала 515 исправными танками «шерман» всех модификаций, из них 177 танков M-51.

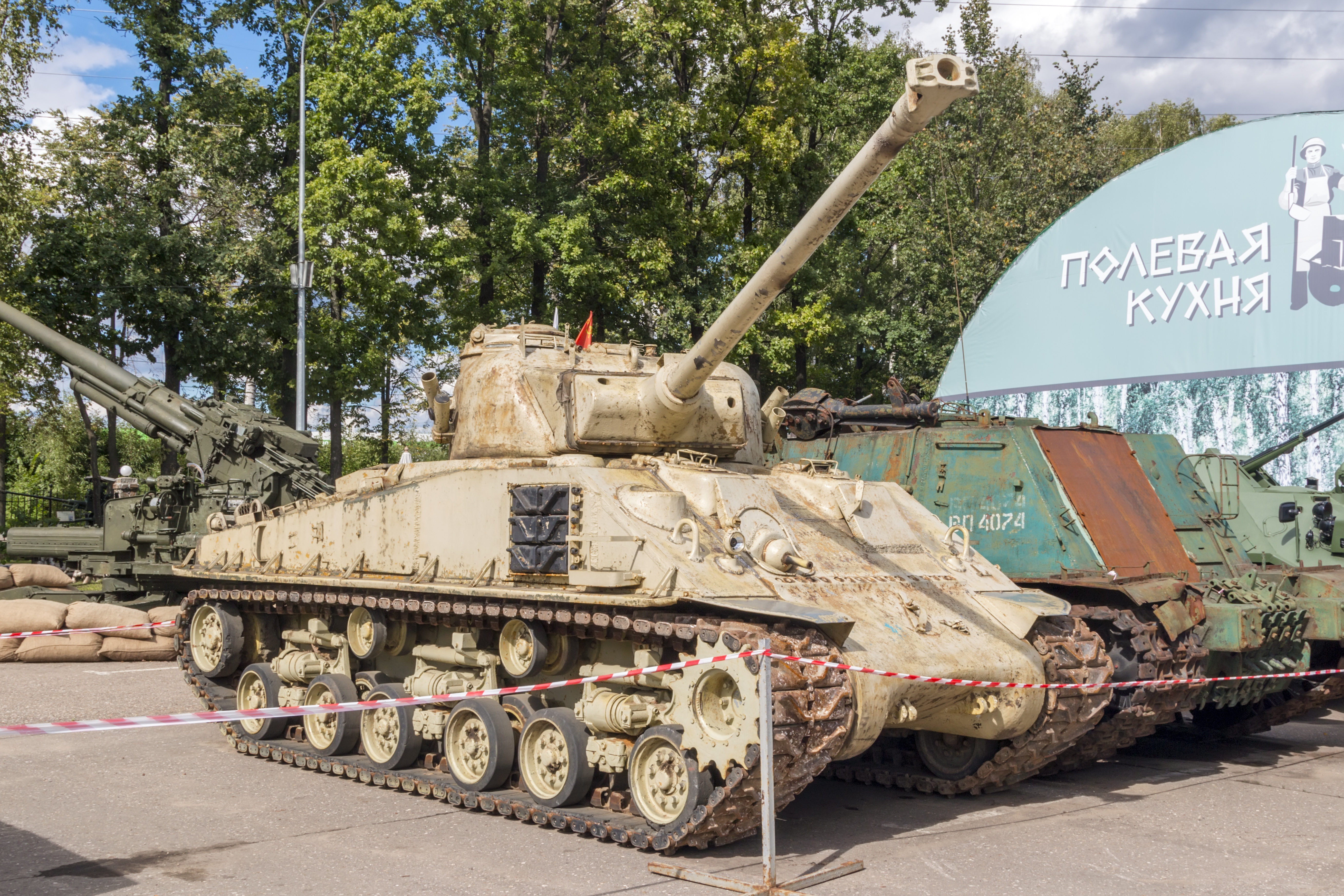
M50 Супершерман в подмосковном музее Вадима Задорожного

Во время войны Судного дня в 1973 году Израиль имел 340 M-51. Против сирийцев израильтяне задействовали до 900 танков, из них 680 были «Центурионами», остальные около 200 были «Супершерманы» в составе 1-й бригады и 2-х батальонов.
В 1978 году израильские M-51 использовались в съемках фильма «Большая красная единица» (в котором выступали в роли немецких танков).
Tанки находились на вооружении ЦАХАЛ по меньшей мере до 1981 года, затем были переведены в резервные части, а потом по большей части списаны и распроданы. Несколько десятков было передано про-израильским вооружённым формированиям в Ливане (АЮЛ и др.), около 150 шт. танков M51 было продано в Чили (где использовались до середины 1990-х годов), незначительное количество — в Аргентину, Никарагуа, Уганду.
В ходе начавшейся в 1982 году войны в Ливане два танка M-50 были захвачены бойцами ООП, после окончания осады Бейрута они были обнаружены французскими военнослужащими миротворческого контингента ООН на стадионе Бейрута.

## Варианты и модификации
- Sherman M-50 - первый вариант модернизации:

- Sherman M-50 Continental с бензиновым двигателем Continental R-975
- M-50 Cummins с дизельным двигателем Cummins
  - Degem Yud - опытный прототип, вариант изменения компоновки Шермана путём срезания верхней части корпуса и уменьшения высоты танка на 30см. Проект не пошёл в серию из-за дороговизны и недостаточной выгоды.

- Sherman M-51 («Super Sherman») - второй вариант модернизации, с дизельным двигателем Cummins VT8-460. Всего было изготовлено более 200 шт.

## Сохранившиеся экземпляры

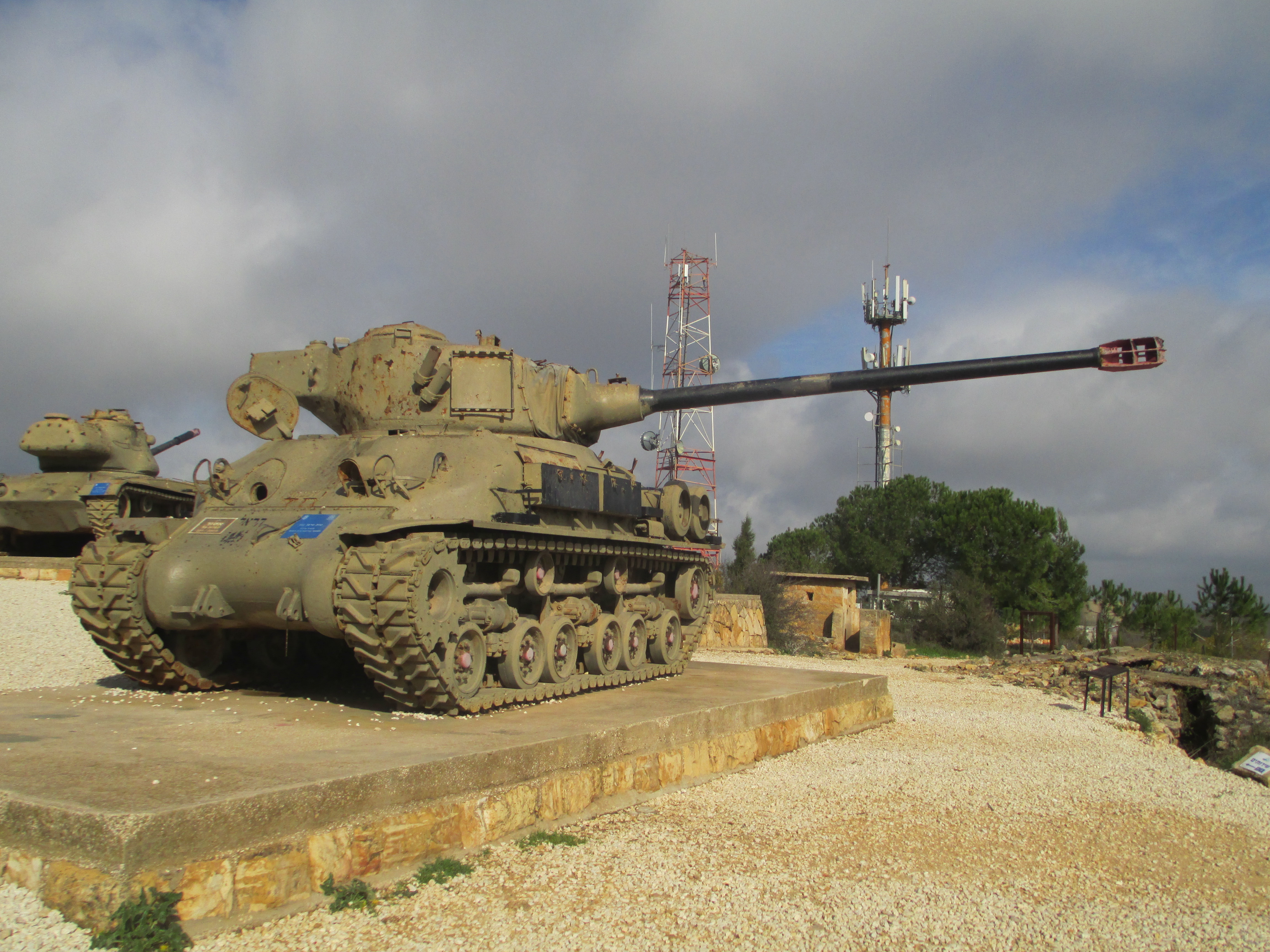
танк Sherman M-50 на постаменте

- один танк М-51 находится в экспозиции музея бронетанковых войск в Латруне
- один танк находится на Голанских высотах в музее под открытым небом. Музей посвящен 7-й бронетанковой бригаде.
- один танк находится в Бронетанковом музее в Кубинке, в павильоне бронетехники США и Великобритании.